# Roberto Arlt
Pour les articles homonymes, voir Arlt.
 (octobre 2015).
Si vous disposez d'ouvrages ou d'articles de référence ou si vous connaissez des sites web de qualité traitant du thème abordé ici, merci de compléter l'article en donnant les références utiles à sa vérifiabilité et en les liant à la section « Notes et références ».
Roberto Arlt, né le 2 avril 1900 à Buenos Aires et mort le 26 juillet 1942 dans la même ville, est un écrivain, dramaturge et journaliste argentin.

## Biographie
Fils d'un émigrant prussien et d'une mère italienne, Roberto Godofredo Christophersen Arlt naît dans le quartier de Flores de Buenos Aires.
Son premier roman, Le Jouet enragé (El juguete rabioso, 1926) marque la naissance de la littérature urbaine argentine. Les thèmes qu’il développe annoncent ceux de l’œuvre dans son ensemble : la ville inhumaine, le sens du travail, l’aliénation.
Dès le début des années 1930, Arlt se réclame des écrivains professionnels, mais répudie pourtant à la fois la « grande littérature », la critique, ainsi que la préciosité du groupe de Florida (es) (dont le chef de file est Jorge Luis Borges) : sa volonté d’authenticité, d’enracinement de la fiction dans l’histoire, le lie implicitement au Groupe de Boedo (es), progressiste et partisan du réalisme.
Les Sept Fous (Los Siete locos, 1929) et Les Lance-flammes (Los Lanzallamas, 1931), forment un diptyque considéré comme son chef-d’œuvre, et consomment définitivement la rupture avec la littérature du moment. Leur histoire (la quête de bonheur d’un humilié et sa rencontre avec une étonnante galerie de marginaux) est simple, mais clame avec violence la nécessité de la libération par l’action, dans le contexte trouble de l’Argentine des années 1930, sous une forme à la fois radicalement novatrice (violence stylistique, usage du « lunfardo » - la langue populaire de Buenos Aires) et déroutante (interruptions fréquentes de la trame narrative, longues dérives métaphysiques).
Durant les dix dernières années de sa vie, Arlt ne cessera de décrire les abîmes de l’être humain asservi à la ville, tout en explorant de nouveaux territoires (le fantastique, l’exotisme orientaliste – inspiré de ses voyages en Afrique…) et de nouveaux genres – le théâtre par exemple, qu’il renouvellera avec autant d’exaltation que le roman.
Son dernier roman, et un de ses derniers textes connus, est Terrible voyage (Viaje Terrible, publié dans la revue «Nuestra Novela», nº 6, 11 juillet 1941), dans lequel il développe avec une grande ironie une étude de mœurs dans un contexte fantastique, mêlant les dérèglements de la nature et ceux de l’âme humaine.
Il meurt le 26 juillet 1942 d'une crise cardiaque à Buenos Aires.

## Œuvres

### Romans
- El juguete rabioso (1926) Publié en français sous le titre Le Jouet enragé, traduit par Antoine Berman, Grenoble, Presses universitaires de Grenoble, coll. « Bibliothèque étrangère », 1984  (ISBN 2-7061-0247-0) ; réédition dans une traduction révisée de Isabelle et Antoine Berman, Grenoble, Éditions Cent Pages, 1994  (ISBN 2-906724-38-6)
- Los siete locos (1929) Publié en français sous le titre Les Sept Fous, traduit par Isabelle et Antoine Berman, Paris, Belfond, coll. « Littératures étrangères », 1981  (ISBN 2-7144-1430-3) ; réédition, Paris, Belfond, coll. « Bibliothèque Belfond », 1991  (ISBN 2-7144-2631-X) ; réédition, Paris, Seuil, coll. « Points. Roman » no 634, 1994  (ISBN 2-02-015946-5). Le livre a servi d'inspiration au réalisateur Mariano Torres Manzur pour son film "Los Porfiados" (Les Acharnés) sorti en 2000 en Argentine.
- Los lanzallamas (1931) Publié en français sous le titre Les Lance-flammes, traduit par Lucien Mercier, Paris, Belfond, coll. « Littératures étrangères », 1983  (ISBN 2-7144-1607-1) ; réédition, Paris, Belfond, coll. « Bibliothèque Belfond », 1991  (ISBN 2-7144-2718-9) ; réédition Cambourakis, Paris 2020, 416 p.  (ISBN 978-2-36624-466-3)
- El amor brujo (1933) Publié en français sous le titre La Danse du feu, traduit par Lucien Mercier, Paris, Belfond, coll. « Littérature étrangère », 1992  (ISBN 2-7144-2784-7) ; réédition, Toulouse, Éditions Ombres, coll. « Petite bibliothèque Ombres » no 85, 1997  (ISBN 2-84142-048-5)
- Viaje terrible (1941)Publié en français sous le titre Un terrible voyage, traduit par Lucien Mercier, Paris, Belfond, coll. « Micro-romans », 1990  (ISBN 2-7144-2385-X) ; réédition, Toulouse, Éditions Ombres, coll. « Petite bibliothèque Ombres » no 86, 1997  (ISBN 2-84142-049-3) ;nouvelle édition sous le titre Terrible voyage, traduit par Laurent Tranier, Éditions Toute Latitude, coll « Roman latino », 2021  (ISBN 978-2-35282-054-3)

### Recueils de nouvelles et nouvelles
- El jorobadito (1933) Publié de façon partielle en français sous le titre Le Petit Bossu, traduit par Jean-François Carcelen, Grenoble, Éditions Cent Pages, 1998  (ISBN 2-906724-50-5) ; réédition, Grenoble, Éditions Cent Pages, 2013  (ISBN 978-2-916390-39-0) Publication en français de la nouvelle Escritor fracasado contenue dans le recueil sous le titre L'Écrivain raté, traduit par Geneviève Adrienne Orssaud, Paris, Éditions Sillage, 2014  (ISBN 979-10-91896-24-5)
- El criador de gorilas (1941) Publié de façon partielle en français sous le titre L'Éleveur de gorilles, traduit par Jean-François Carcelen et Georges Tyras, Grenoble, Éditions Cent Pages, 1999  (ISBN 2-906724-56-4)
- Regreso (1972), édition posthume
- Estoy cargada de muerte y otros borradores (1984), édition posthume
- El crimen casi perfecto (1994), édition posthume Publié en français sous le titre Un crime presque parfait : sept contes policiers suivis de Ce n'est pas ma faute, traduit par Margot Nguyen Béraud, Grenoble, Éditions Cent Pages, 2018  (ISBN 978-2-916390-70-3)
- El resorte secreto y otras páginas  (1996), édition posthume

### Théâtre
- El humillado (1930), adaptation pour la scène du roman Les Sept Fous
- Trescientos millones (1932)
- El fabricante de fantasmas (1936)
- Separación feroz (1938)
- Africa (1938)
- La isla desierta (1938) Publié en français sous le titre L'Île déserte, précédé de Saverio le Cruel, traduit par Isabelle Garma-Berman, Paris, Christian Bourgois, coll. « Le Répertoire de saint Jérôme », 1991  (ISBN 2-267-01066-6)
- La Fiesta del hierro (1939-1940)
- Prueba de amor (1947), édition posthume
- Saverio, el cruel (1950), édition posthume Publié en français sous le titre Saverio le Cruel, suivi de L'Île déserte, traduit par Isabelle Garma-Berman, Paris, Christian Bourgois, coll. « Le Répertoire de saint Jérôme », 1991  (ISBN 2-267-01066-6)
- El desierto entra en la ciudad (!952), édition posthume

### Chroniques journalistiques
- La Mala Junta (1928-1933) Publié en français sous le titre Les Mauvaises Fréquentations, traduit par Charlotte Pujol et Normando Gil, Toulouse, Ombú éditions, 2015  (ISBN 979-10-92892-04-8)
- Aguafuertes porteñas (1933) Publié en français sous le titre Eaux-fortes de Buenos Aires, traduit par Antonia García Castro, Paris, Asphalte, 2010  (ISBN 978-2-918767-06-0)
- Aguafuertes española (1936)
- Nuevas aguafuertes porteñas (1960), édition posthume Publié en français sous le titre Dernières nouvelles de Buenos Aires, traduit par Antonia García Castro, Paris, Asphalte, 2016  (ISBN 978-2-918767-57-2)
- Entre crotos y sabihondos (1969), édition posthume
- Las muchachas de Buenos Aires (1969), édition posthume
- Secretos femeninos. Aguafuertes inéditas (1996), édition posthume